# Venatrix fontis
Venatrix fontis är en spindelart som beskrevs av Volker W. Framenau och Vink 200. Venatrix fontis ingår i släktet Venatrix och familjen vargspindlar. Inga underarter finns listade i Catalogue of Life.